# Cómputo de los Reyes
El Cómputo de los Reyes es un calendario ficticio descrito en el legendarium del escritor británico J. R. R. Tolkien, que aparece en sus novelas sobre la Tierra Media.
Se trataba de un Sistema de calendario usado en Númenor y también en Arnor y Gondor hasta el fin de los reyes de la Tierra Media, en la T. E.. Era una síntesis de los sistemas de los Eldar y los Edain. 
La enquië (semana) tenía siete días y el asta (mes) treinta o treinta y uno. El loa (año) comprendía doce astar y algunos días adicionales, que sumaban un total de 365 días. El calendario de un loa se componía de 365 días y se dividía en 12 astar, de los que diez tenían 30 días y dos 31, como se muestra en la siguiente tabla:
| Nombre    | Días       |
| --------- | ---------- |
| yestarë   | primer día |
| Narvinyeë | 30 días    |
| Nénimë    | 30 días    |
| Súlimë    | 30 días    |
| Víressë   | 30 días    |
| Lótessë,  | 30 días    |
| Nárië:    | 31 días    |
| loëndë    | 31 días    |
| Cermië    | 30 días    |
| Úrimë     | 30 días    |
| Yavannië  | 30 días    |
| Narquelië | 30 días    |
| Hísimë    | 30 días    |
| Ringarë   | 30 días    |
| mellarë   | último     |

El primer día del año se llamaba yestarë, el día medio, loëndë, y el último, mettarë; estos tres días no pertenecían a ningún mes.
El año comenzaba en el solsticio de invierno. En los años bisiestos (cada cuatro años salvo el último de un siglo) el loëndë se sustituía por dos enderi. 
El déficit provocado por el descuento de un día del último año de un siglo no se compensaba hasta el último año de un milenio por lo que se creaba un déficit milenario de 4 horas, 46 minutos y 40 segundos.
Alrededor de 2100 de la TE el Cómputo de los Reyes fue reemplazado por el Cómputo de los Senescales en toda la zona del Oestron a excepción de la Comarca. (Cómputo de la Comarca).